# Sabino Arana
Sabino Policarpo Arana Goiri (Abando, Bilbao, 26 de enero de 1865 - Pedernales, 25 de noviembre de 1903) fue un político, escritor e ideólogo español, fundador del Partido Nacionalista Vasco y considerado el padre del nacionalismo vasco contemporáneo. Él se llamaba a sí mismo Arana ta Goiri'taŕ Sabin, que es la forma vasca estándar, aunque actualmente se le conoce como Sabino Arana.
Proveniente de una familia carlista, fundó el Euzko Alderdi Jeltzalea - Partido Nacionalista Vasco (EAJ-PNV), partido que dirigió y por el que llegó a ser diputado provincial de Vizcaya. Murió en 1903, a la temprana edad de treinta y ocho años, a causa de la enfermedad de Addison, dejando plasmada su ideología en 33 obras poéticas, 14 libros políticos y literarios y más de 600 artículos en prensa.
La figura de Sabino Arana continúa siendo polémica tanto en el País Vasco como fuera de él. Sus detractores denuncian el fundamento racista, machista o xenófobo de su ideología. En cambio, los defensores de Arana generalmente aluden al contexto histórico de finales del siglo XIX y al impacto que tuvo el resto de su obra y pensamiento.
Sabino Arana fue el creador de la ikurriña, el Eusko Abendaren Ereserkia y el neologismo Euzkadi (que posteriormente se convertiría en Euskadi). También realizó estudios filológicos, compiló numerosas palabras del euskera oral y acuñó neologismos vascos, en lo que él denominó euskara garbia (en español, vasco limpio).

## Contexto histórico
El nacionalismo vasco independentista preconizado por Arana nació en una época de bruscos cambios sociales, culturales y políticos que resultarán trascendentales para la comprensión de la sociedad actual.
En vida de Sabino Arana, la sociedad vasca estaba influida por diferentes aspectos entre los que se encuentran la caída del antiguo régimen, el florecimiento de las ideas liberales centralistas y laicistas, el caciquismo y la imperfección del sistema democrático, la crisis del carlismo tras su derrota militar, la pérdida de los fueros, la crisis del nacionalismo español y su intento de regeneración, las políticas coloniales y los procesos de emancipación colonial, la generalización de las teorías racistas, los inicios de la revolución industrial, el surgimiento del socialismo.

## Infancia y formación

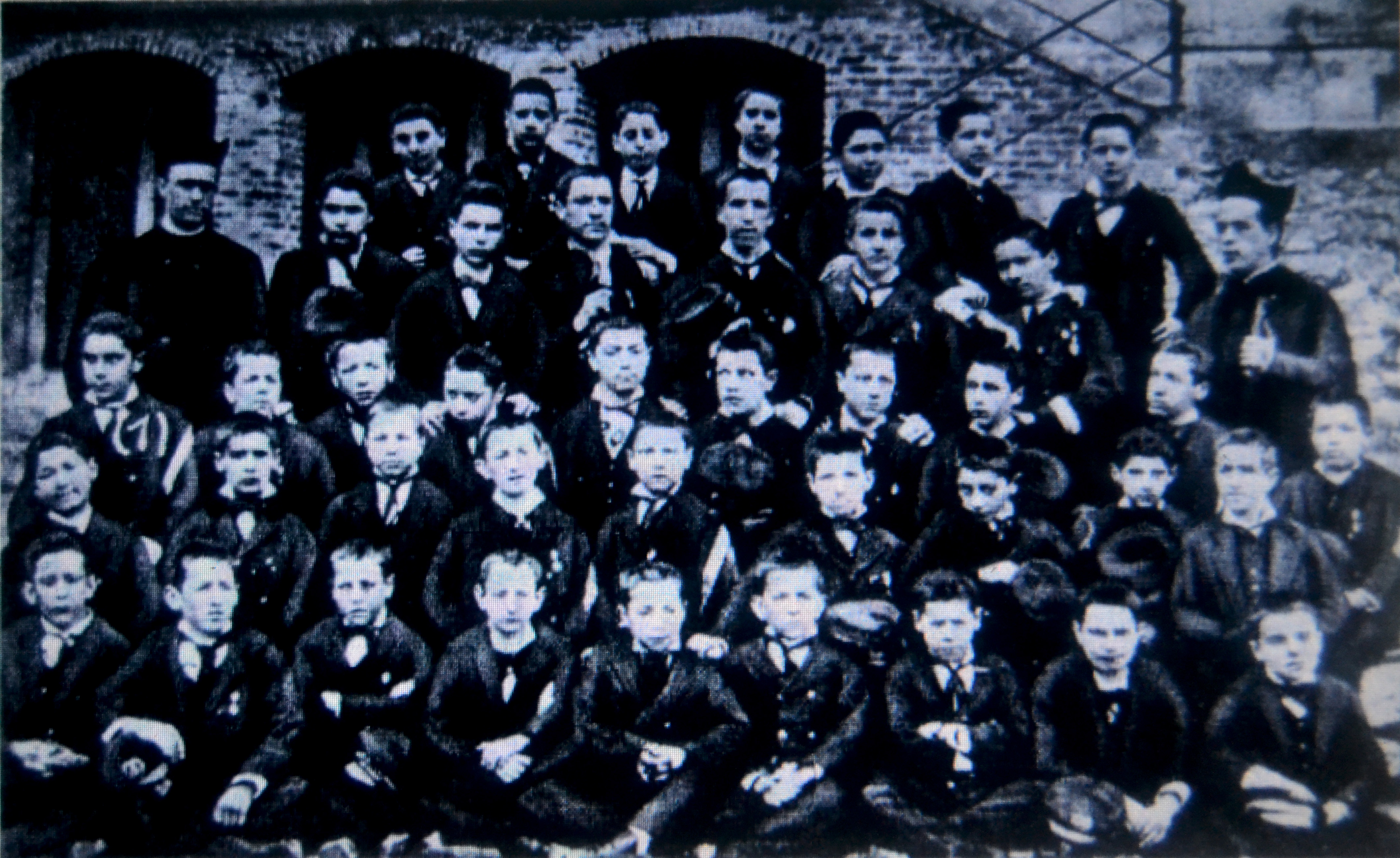
Arana en el colegio de jesuitas de Orduña

Nacido en la casa familiar situada en la calle Ibáñez de Bilbao, número 10 (antes «casa de Albia» y actualmente conocida como Sabin Etxea —casa de Sabino—), como el octavo y último hijo de Santiago de Arana Ansotegui y Pascuala de Goiri Acha, fue bautizado como Sabino Policarpo en la parroquia de San Vicente Mártir de Abando, localidad de la que había sido alcalde su padre. Debido a la colaboración de su padre en los preparativos del alzamiento carlista de 1872, Sabino y parte de su familia se exiliaron y se trasladaron a Francia, en donde pasaron más de tres años.
Durante 1873 y 1874 Sabino estudió en el Colegio San Luis Gonzaga de Bayona (Francia), y después con un oficial carlista alavés en San Juan de Luz. Según algunos biógrafos,[cita requerida] su padre renunció a enviarle a las escuelas francesas, de tendencia jacobina, y estudió con profesores particulares; otros, por su parte, afirman que, para matricularse en educación secundaria a su regreso, se vio obligado a decir que había estudiado en su casa para ocultar su condición de exiliado.
Sea como fuere, en 1876, terminada la guerra, Sabino y sus familiares regresan a Abando. Y toda vez que había aprobado las primeras letras y el examen de ingreso para el Bachillerato en Fuenterrabía, ingresa como interno en el colegio jesuita Nuestra Señora de la Antigua, en Orduña. Enfermo de tisis, se examina de Bachillerato postrado en la cama, obteniendo la calificación de sobresaliente en junio de 1881.

## Del carlismo al nacionalismo (1882-1893)

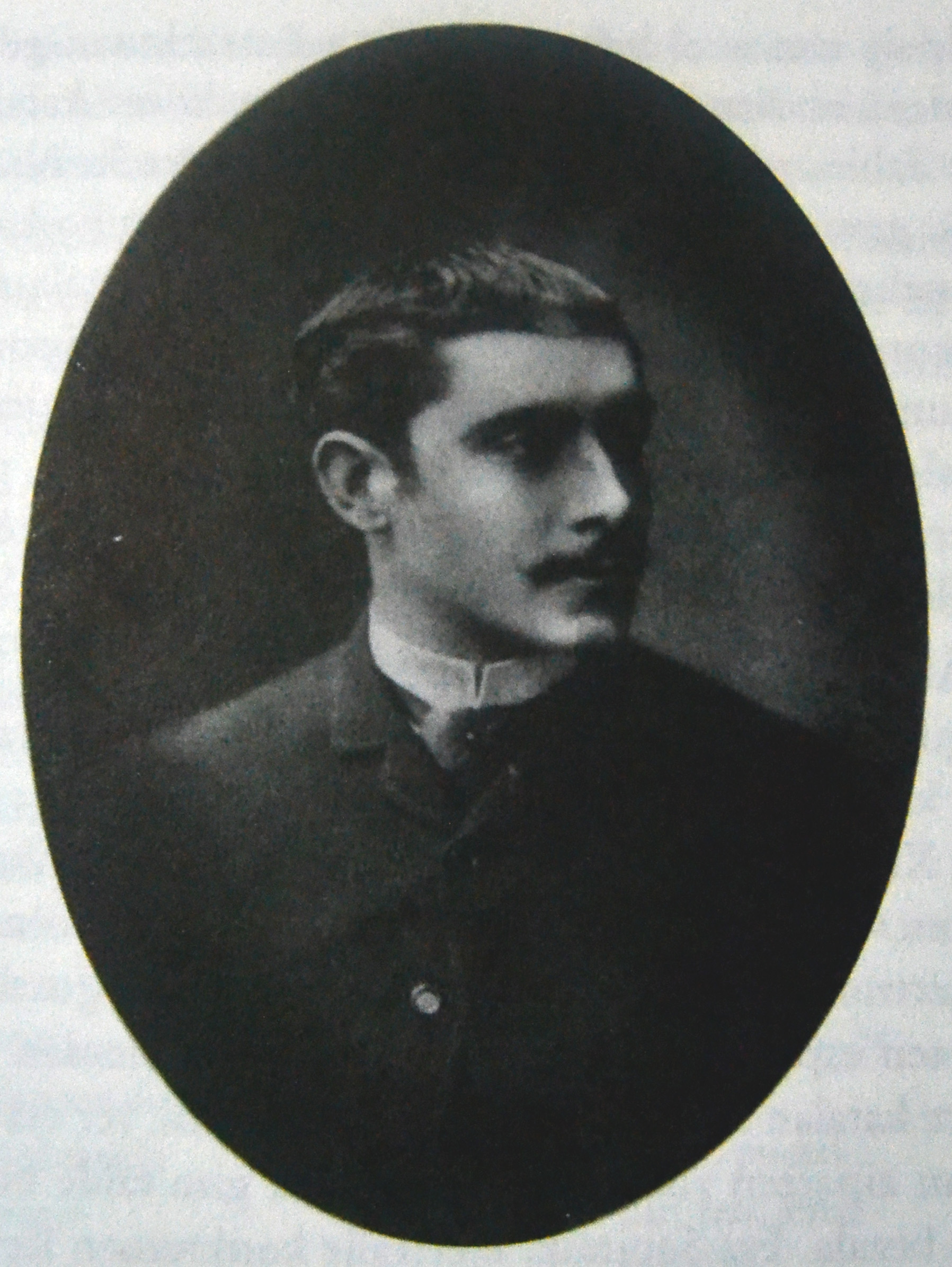
Retrato de un joven Arana en la década de 1880

Cuenta Sabino Arana que durante un viaje de su hermano Luis Arana, un santanderino le comentó, al ver que llevaba una insignia fuerista:

Pues mira, eso es lo que no entiendo bien. Si los vizcaínos sois españoles y vuestra Patria es España, no sé cómo queréis gozar de unos fueros que los demás españoles no tienen y eludir obligaciones que a todos los españoles deben comprender por igual ante la Patria común. Gozando de los fueros no servís en el Ejército español, ni contribuís con dinero al Tesoro de la Patria. No sois buenos españoles...

Admitiendo como gran verdad lo manifestado por el santanderino, Luis se cuestionó si era español o solo vizcaíno, considerando que su opción era la segunda.
Siendo ya un convencido del nacionalismo vizcaíno, según refiere el propio Arana, el Domingo de Resurrección de 1882, Luis, que había vuelto de Madrid, comentó sus ideas con su hermano Sabino, que por entonces se hallaba en casa convaleciente de tisis, y que se proclamaba carlista.[cita requerida] Luis le hizo una fuerte crítica del carlismo por ser españolista y, tras largas horas de debate, a Sabino le entran dudas sobre sus ideas y decide estudiar la lengua, la historia y las leyes de Vizcaya, para conocer mejor a su pueblo. Al cabo de un año, ya se considera convencido 

Más al cabo de un año de transición, disparáronse en mi inteligencia todas las sombras con la que oscurecía el desconocimiento de mi Patria, y levantando el corazón hacia Dios, de Vizcaya eterno Señor, ofrecí todo cuanto soy tengo en en apoyo de la restauración patria... Y el lema Jaungoikua eta Lagizarra se grabó en mi corazón para nunca más borrarse.

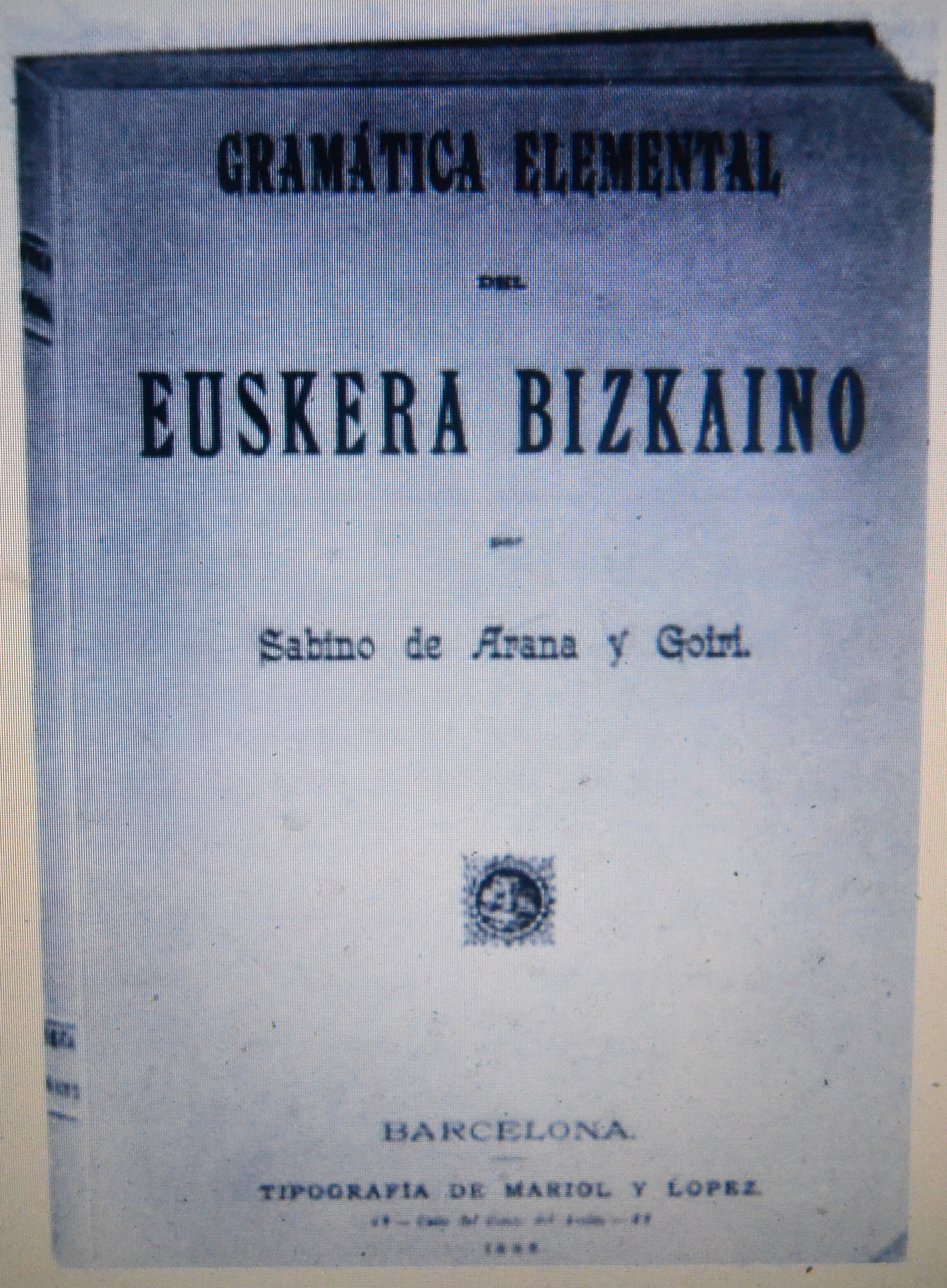
Gramática elemental del euskera bizkaino (1888)

A la muerte de su padre en 1883, parte de la familia se traslada a Barcelona y Sabino se matricula en las Facultades de Derecho y de Filosofía y Letras por deseo de su madre (a él le gustaban más las materias de ciencias). Cursa pocas materias y apenas se presenta a los exámenes de una carrera que ni terminó ni pensó nunca ejercer. Se matricula también un año en Ciencias Naturales y Físicas, y Filosofía y Letras, y comienza a escribir un estudio sobre la ortografía del euskera vizcaíno. Tras morir su madre en 1888, queda huérfano a los veintitrés años, abandona definitivamente los estudios universitarios y regresa a Vizcaya. En esta etapa barcelonesa entró en contacto con la obra del integrista Félix Sardá y Salvany.
Ese mismo año, y tras haber logrado notables progresos en el aprendizaje del euskera (idioma que, al ser monolingüe castellano de origen, desconocía años antes), oposita junto a Miguel de Unamuno y Resurrección María de Azcue a la cátedra de Vascuence recién creada en el Instituto de Bilbao. Luis de Iza, Pedro de Alberdi y Eustaquio de Madina también se presentan a esa plaza. Azcue gana la cátedra al conseguir once votos del tribunal calificador, frente a tres de Unamuno y ninguno del joven Arana.

### Sus primeros artículos y obras

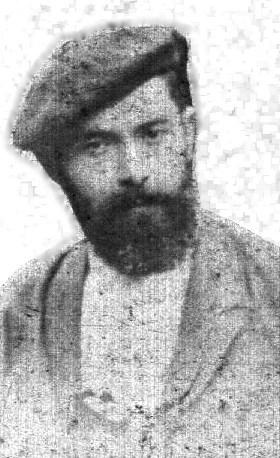
Retratado en 1890.

Desde que en 1884, con solo diecinueve años, comenzara a redactar un ensayo sobre ortografía del euskera, Sabino escribió multitud de artículos, el primero de los ellos en 1886, y de claro contenido político, referente a un debate periodístico sobre los «Orígenes de la raza vasca» que, como los anteriores que había escrito, no fue publicado por ningún periódico, ya que iba dirigido contra Miguel de Unamuno, al que criticaba duramente, entre otros motivos, por la poca base de sus afirmaciones sobre el origen de los vascos.
Finalmente, el 15 de julio de ese año vio publicado su primer artículo, «¿Basco o Vasco?» en la Revista de Vizcaya, haciendo clara alusión a una frase de Unamuno. El 7 de abril de 1888 publica en Barcelona unas hojas de los Pliegos histórico-políticos, en los que analiza la historia política de su tierra.
Sus artículos, la mayoría sobre temas lingüísticos e históricos, fueron recopilados en 1892, bajo el título Bizcaya por su independencia. Cuatro glorias patrias, en relación con las batallas de Padura (888), Gordejuela y Ochandiano (1355) y Munguía (1470).

## Sus inicios políticos (1893-1898)
Dentro de la evolución ideológica de Arana se destacan varias fases. Desde su carlismo per accidens y fuerismo original, evoluciona a un vizcainismo independentista en el que cambia el lema fuerista Jaungoicoa eta foruac (Dios y fueros) por el nacionalista Jaun Goikua eta Lagi zarra (Dios y ley vieja, JEL), declarando una «guerra a muerte» al carlismo. Tradicionalmente, se considera que comienza con su primer discurso político en Larrazábal.

### El Juramento de Larrazábal (1893)
En 1893, durante los postres de una cena organizada en su honor por diecisiete amigos y conocidos para celebrar la publicación de su primer libro, Arana pronunció un discurso privado, que después entregó por escrito a los presentes, conocido como el «Juramento de Larrázabal» en un acto que representa el comienzo de su actividad política y el inicio semioficial del nacionalismo vasco aranista, aunque en ese momento Arana hablaba más bien de un independentismo vizcaíno, pero respetando la decisión de los demás territorios de integrarse a su proyecto.

Y no atribuyáis a soberbia lo que sólo sería efecto del intenso dolor que me causaría el envilecimiento de los vizcaínos y la muerte de mi Patria; yo no quiero nada para mí, todo lo quiero para Vizcaya; ahora mismo, y no una sino cien veces, daría mi cuello a la cuchilla sin pretender ni la memoria de mi nombre, si supiese que con mi muerte había de revivir mi Patria.

Dicho discurso comenzaba agradeciendo la invitación de los presentes y refiriéndose a la teóricamente imbatida Vizcaya frente a iberos, celtas, romanos, godos, musulmanes, hispanos, galos y sajones, negaba la sumisión a los monarcas españoles, que, según él, no eran reyes de Vizcaya, sino solo Señores. Criticaba a los partidos de la provincia por tildarse de vizcaínos cuando eran españolistas, se reconocía carlista hasta los diecisiete años de edad, por defender los fueros, pero solo hasta 1882, cuando comenzó a estudiar la historia de su Vizcaya y a elaborar gramáticas para aprender el idioma y a su vez enseñar y difundir sus conocimientos y sus ideas a los demás; además juraba trabajar en ello hasta su muerte.
Adoptaba el lema JEL (Jaungoikoa Eta Lagizarrak, traducido como «Dios y Leyes antiguas» en castellano), en sustitución del similar lema carlista «Dios y Fueros» y anunció la próxima constitución de una sociedad nacionalista cuyos estatutos ya había redactado y cuyo programa político se encontraba perfectamente definido, requiriendo la adhesión de sus oyentes a dicho proyecto y emplazándolos a una nueva reunión para dar a conocer todo su contenido. Para decepción de los Arana, los presentes, de tendencia mayoritariamente fuerista, entre los que se encontraba el empresario naviero Ramón de la Sota, inicialmente rechazaron sus ideas. Tras este juramento, decidido a difundir sus ideas a cualquier precio personal, y renunciando a continuar un prometedor futuro profesional en la empresa naviera familiar, empezó su intensa trayectoria política.

### El folletoBizkaitarra

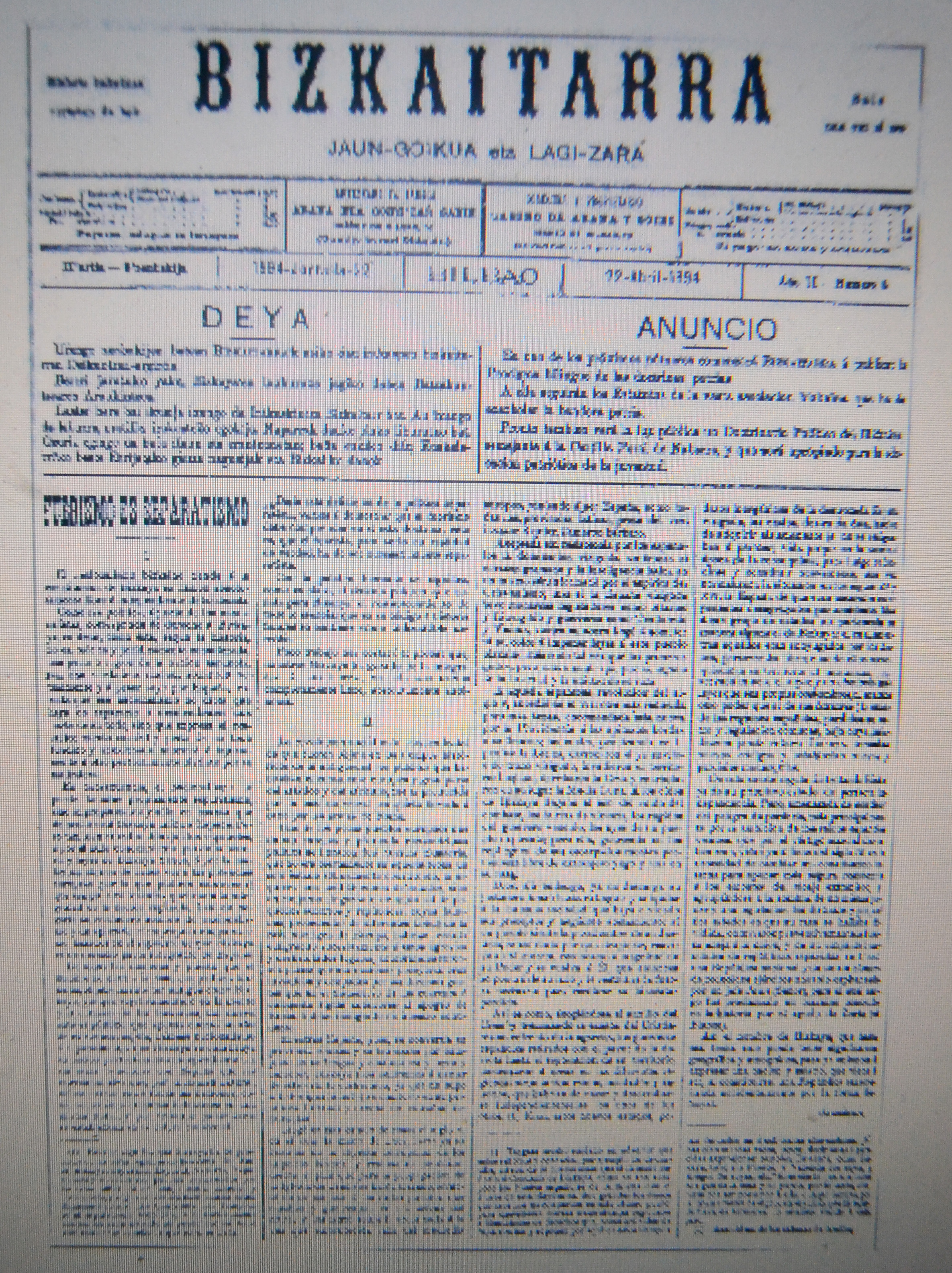
Bizkaitarra (1894)

En junio y agosto de 1893 aparecieron los primeros dos números de la revista periódica Bizkaitarra, siendo denunciado por ambos, hecho por el que su popularidad aumentó. Este medio unido a la creación posterior de la sociedad nacionalista, fue el altavoz en el que inicialmente Arana desgranaba sus ideas. Cada ideología política estaba representada por un medio afín y eran bastantes y de muy diverso tipo las que se editaban periódicamente. Bizkaitarra estaba dirigido exclusivamente al consumo interno de los vizcaínos y pretendía despertar en ellos la conciencia nacional y ganar adhesiones, experimentando un notable auge en poco tiempo. Su estilo agresivo era común en todos los medios de la época. La temática era variada y se centraba en unos pocos hechos de la política local que criticaba o alababa, comentando posteriormente las reacciones sociales que habían generado en las distintas ideologías políticas.
Sabino Arana sufrió cuatro procesos por Bizkaitarra. Los dos primeros no continuaron el trámite debido a un indulto general para la prensa. El tercero fue debido al número del 24 de abril de 1895, por el que fue multado, pero dicha multa fue suspendida por el gobernador. El cuarto fue por injurias leves y fue condenado a arresto mayor, pena que cumplió en la prisión de Larrínaga.
En esta etapa se señalan como fundamentales otras dos manifestaciones públicas del nacionalismo vasco como son la «Sanrocada» de 1893 y la «Gamazada» de 1894, acontecimientos a los que asistió personalmente y que fueron largamente comentados en el «Bizkaitarra».

### La «Sanrocada» (1893)

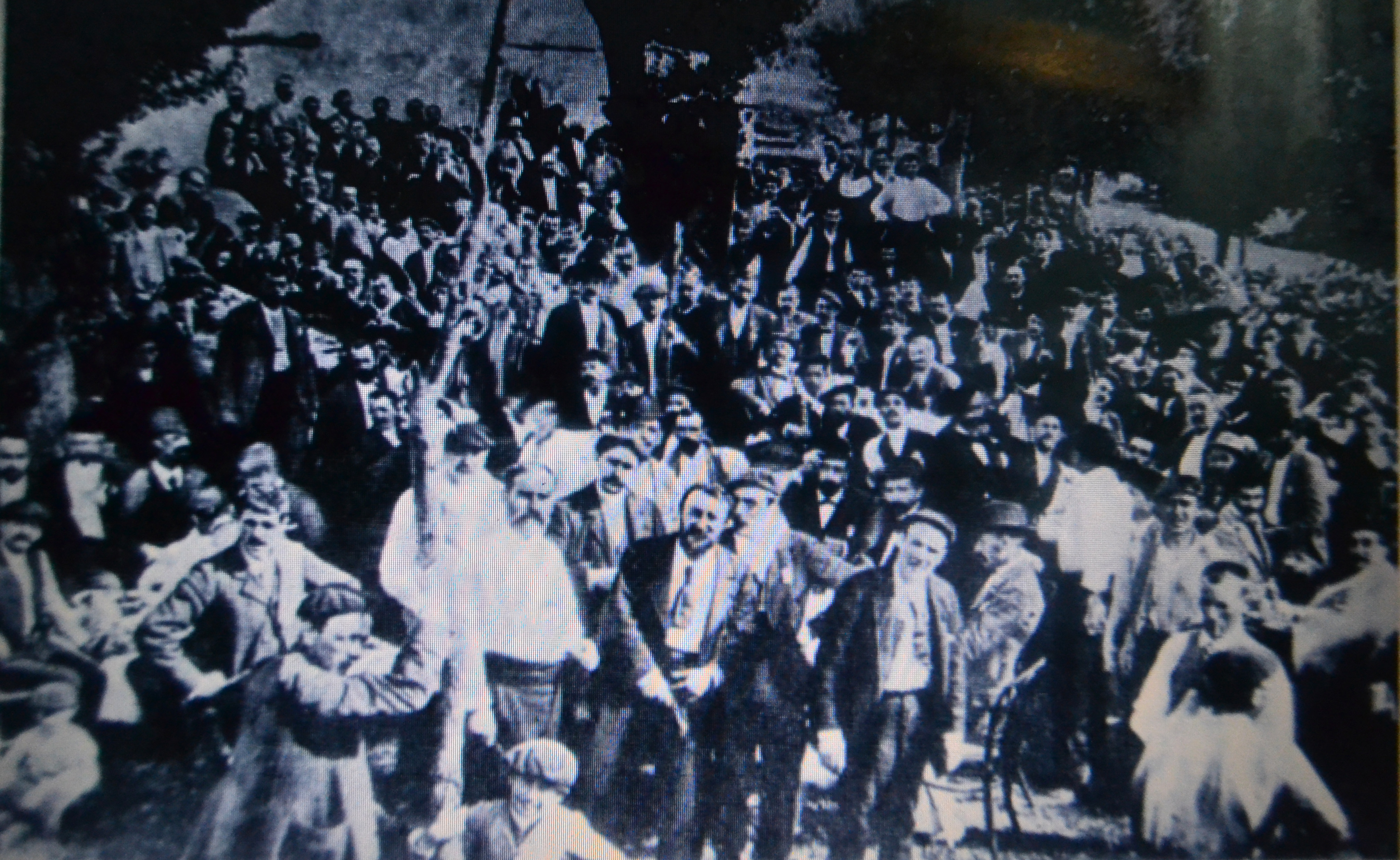
Sanrocada en Guernica.

En 1893, el ministro de Hacienda, Germán Gamazo, se propone revisar los conciertos económicos forales navarros, contando con la férrea oposición de los navarros. En este contexto, en Guernica el 16 de agosto de 1893, se celebra la festividad de San Roque, y se celebra un almuerzo al aire libre en honor del Orfeón Pamplonés. Asisten a los actos fueristas, carlistas, bizkaitarras y catalanistas de Unió.
Por la mañana, todos rinden homenaje al Árbol de Guernica. En los balcones de la liberal Sociedad Gernikesa y de la Sociedad Tradicionalista lucían banderas españolas. Durante la comida se oyen algunos gritos de «Abajo la preponderancia de Castilla», «Viva la autonomía de las regiones», ante lo que protestan algunos carlistas. En respuesta a las reacciones de los carlistas se oye un grito de «¡Muera España!», motivo por el que los carlistas y los fueristas deciden abandonar el acto. Esa tarde elementos nacionalistas queman las dos banderas españolas que lucían las dos sociedades repitiendo el «Muera España» y gritando «Viva Euskeria Independiente». Este suceso se considera la primera manifestación del independentismo vasco.

### La «Gamazada» (1894)
El 14 de febrero de 1894, una delegación navarra, encabezada por Arturo Campión, acude a Madrid y a su vuelta son recibidos el 18 de febrero de 1894 por una multitud en Castejón, entre la que se encuentran los aranistas que portan un estandarte similar a la cruz de Borgoña, formado por la cruz roja de San Andrés sobre fondo blanco, bordado por Juana Irujo de Aranzadi según el boceto realizado por los Arana en el histórico Café Iruña de la capital navarra; en su reverso, figuraba en letras rojas, el lema siguiente: «Jaun-goikua eta Lagi-zarra, bizkaitarrak agurreiten deute naparrei (Dios y la Ley vieja, los vizcaínos saludan a los navarros)». Además los partidarios de Arana lucen como signo en sus levitas unas hojas de roble sobre un lazo rojo y blanco.
Como consecuencia directa del proyecto de Gamazo, se produce un movimiento de contestación popular en Navarra para el que se recogen 120 000 firmas, se realiza la mayor manifestación vista hasta esa fecha en Navarra y se dan algunos conatos de episodios violentos. El ministro fue finalmente destituido y el proyecto salió adelante.

### Fundación de la Euskeldun Batzokija (1894)

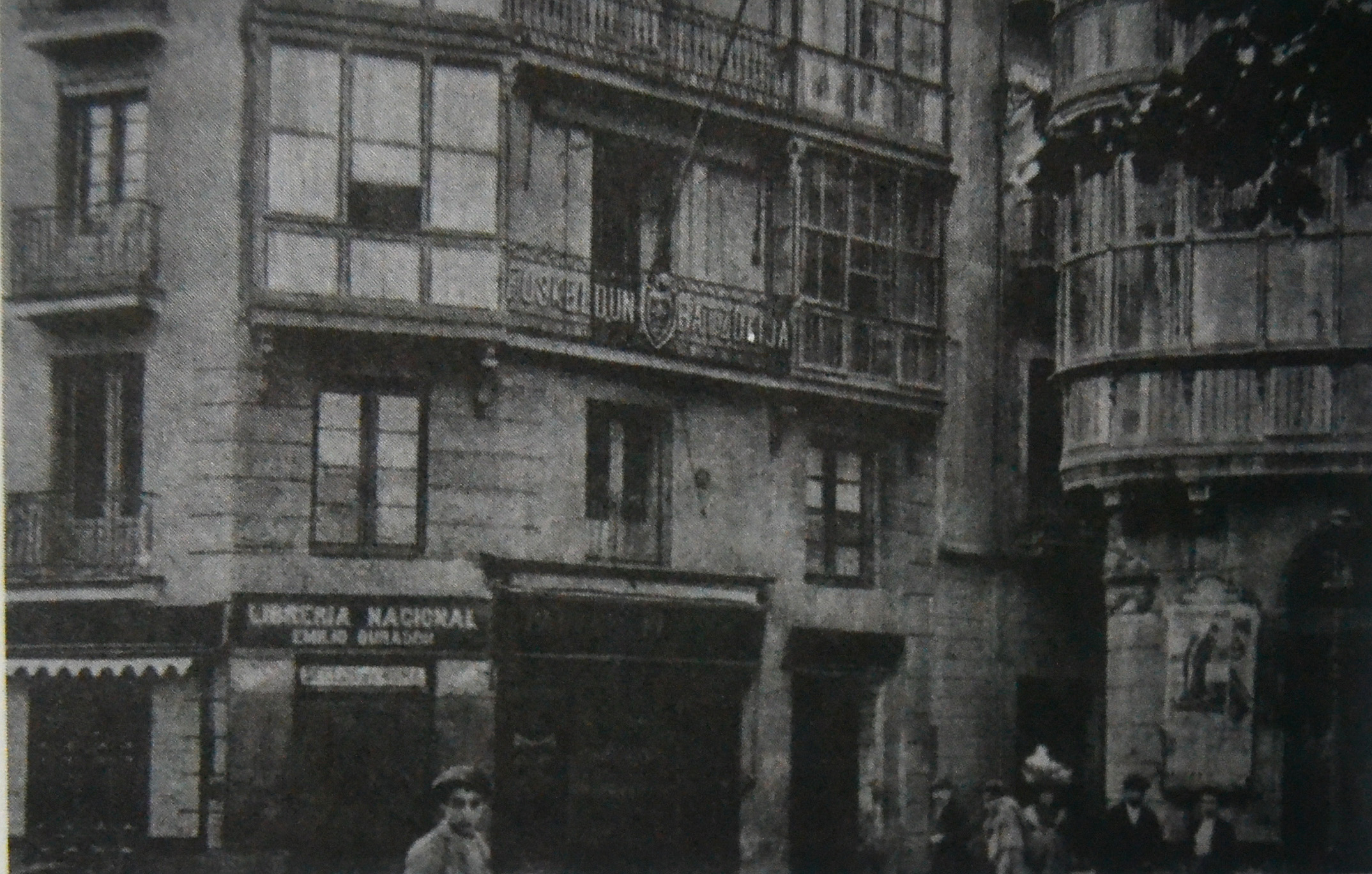
Euskeldun Batzokija

Los hermanos Arana fundaron un centro político, bajo la apariencia de una sociedad cultural, denominado Euskeldun Batzokija, en el número 22 de la calle Correo de Bilbao, redactando sus estatutos; en la ceremonia de apertura del centro realizada el sábado 14 de julio de 1894 a las seis de la tarde, el socio de más edad, Ciriaco de Iturri, exoficial carlista, izó por primera vez la «ikurriña».
El domingo 15, se celebra una misa en Begoña y al terminar, ya fuera del templo, cantan el «Guernika'ko Arbola» y se dirigen al local de la sociedad donde se celebra la Junta General fundadora, en la que Sabino Arana es nombrado presidente de la Junta Directiva. Al terminar, salen al balcón de la sociedad un grupo de txistularis que escandalizan al público que esperaba el concierto de la Banda Municipal en el Arenal. La fiesta continuó hasta la noche, y se repite el día de San Ignacio, lo que hace que un vecino denuncie a la sociedad por alboroto. La sociedad es multada con 500 pesetas por «cantar, tocar el tamboril y patear en el suelo» de un piso. Sabino ridiculizó al denunciante en la revista Bizkaitarra, y este se dio por ofendido y lo denunció. Esta denuncia fue la causa del primer encarcelamiento de Sabino Arana.
A los cuatro meses de la fundación de la sociedad, Sabino expulsa a siete socios, con lo que se dan de baja varios más, en solidaridad con los expulsados. Al cabo de un año, de los 50 socios fundadores, han abandonado la sociedad 30, la mayoría por expulsión. En 1895 se modifica el reglamento del Euskeldun Batzokija, que ya tiene unos 120 socios, diciendo «que dicha Sociedad es meramente recreativa y no guarda la más mínima relación con Bizkaitarra, que es periódico político».
El 10 de agosto Sabino comparece en el juicio por las ofensas denunciadas por el vecino del Euskeldun Batzokija, en el que es condenado a 1 mes y 11 días de arresto mayor. Sabino decide no recurrir la sentencia ni aceptar el arreglo propuesto por el denunciante, y el 28 se presenta en la Audiencia, ingresando en la cárcel de Larrínaga a continuación.
El 12 de septiembre de 1895 la autoridad gubernativa ordena el cierre de la sede de la sociedad por «no cumplir los fines para los que fue creada», «ser su Círculo un foco perenne de rebelión y un peligro para la nación» y varias acusaciones más.

### Elección del primer Bizkai Buru Batzarra

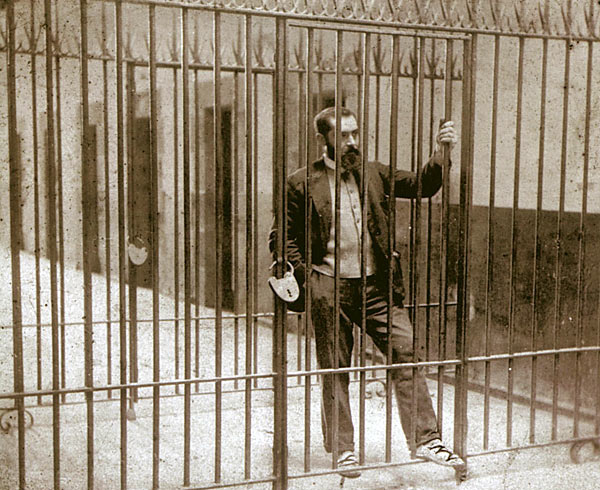
Sabino Arana en prisión (1895)

En julio de 1895 se eligió el primer Consejo Regional de Vizcaya, el Bizkai Buru Batzarra (BBB), conformando así el primer órgano decisorio del actual Partido Nacionalista Vasco. En agosto la sociedad recién creada fue denunciada, acumulando Arana su octava denuncia y su sexto procesamiento por artículos publicados en Bizkaitarra al ser acusado esta vez por «excitación a la rebelión»; también fue condenado por su artículo 14 en esta revista a once meses y un día de arresto mayor y multa, ingresando en prisión. En septiembre el periódico y la sociedad fueron clausurados; Arana fue procesado nuevamente por «conspiración a la rebelión» y se estableció una fianza elevadísima para la época de 50 000 pesetas. Estando en prisión fue convencido para que desistiera de la publicación de nuevos artículos. Reducida la fianza, abandonó la cárcel en enero de 1896; en noviembre fue absuelto del antes citado delito de excitación a la rebelión.
En agosto de 1897 se levantó la clausura del local social Euskeldun Batzokija, pero sus miembros decidieron no continuar con ella; el periódico Baserritarra, aparecido en mayo, fue clausurado poco después, en agosto de ese año.

## Ideología inicial aranista
El pensamiento de Sabino Arana se resume en el lema de su partido, traducido como «Dios y ley vieja», es decir, el catolicismo antiliberal y la histórica independencia vasca basada en los fueros. Su discurso populista aglutinaba las técnicas de oratoria de la época (alusión a los mitos, al miedo a lo desconocido, hipérboles, metáforas, bipolaridad moral entre buenos/malos, víctimas/asesinos, morales/inmorales, nosotros/ellos, ironía, refranes, simbología...), todo ello expresado a veces con crueldad en un lenguaje directo.
Se consideran tres épocas en su evolución ideológica a partir del carlismo:
- La primera, antiespañolista, más radical, centrándose fundamentalmente en Vizcaya, se iniciaría en 1892-1893, y en ella Arana impulsaría, a través de un discurso directo y peyorativo, los elementos diferenciadores (étnicos, religiosos, históricos e idiomáticos) de los vizcaínos, considerando estos valores como superiores en todo a los de los españoles, que para él son una raza degenerada, afeminada e inferior. Sus críticas también se dirigen a los vizcaínos «españolistas».

- En una segunda etapa, sobre todo tras la incorporación de algunos miembros del partido a los cargos públicos a partir de 1898, los anteriores conceptos se suavizan, lo que permite la adhesión de los nacionalistas más moderados. Se considera a los gobernantes españoles como corruptos y degenerados y no, como en su primera etapa, a los españoles.[cita requerida]

- En los últimos años de su vida (1902), tras ser encarcelado, los cargos electos destituidos y sus sedes y medios clausurados se plantea la posibilidad de iniciar un proyecto "españolista" (regionalista/autonomista), dejando al margen el nacionalismo, pero dicho proyecto no llegó a realizarse. Para unos, en dicha decisión pesó el éxito del catalanismo que, moderando sus postulados, obtuvo una gran victoria electoral, mientras que para otros fue una maniobra que permitiese sobrevivir al nacionalismo hasta que llegasen tiempos mejores.

Algunos de los conceptos identitarios basados en el nacionalismo romántico de la etapa inicial del pensamiento aranista y que después matizaría fueron:

### Sobre su catolicismo
Una idea clave en la ideología aranista es su catolicismo, derivado de sus raíces carlistas y que contribuye y justifica sus fines independentistas. Debido a que considera que la «catolicidad» era un elemento constituyente y esencial de la raza vasca, pues si los vascos no fueran católicos, refiere, «renegaría de mi raza: sin Dios no queremos nada».
Históricamente, en el imaginario popular anteriormente se habían mezclado una serie de leyendas cosmogónicas surgidas a partir del siglo XVI y en las que el pueblo vasco es descendiente directo de un nieto de Noé (mito de Túbal). Según este mito, la lengua vasca fue traída directamente desde el paraíso por su antepasado Túbal, sin que existan mezcolanzas posteriores ni derivaciones de otro idioma, como en el caso del castellano con respecto al latín, lo que de, alguna manera, confería a los vascos, simultáneamente, la condición de pueblo elegido por Dios, con el valor añadido de no haber participado en la muerte de Cristo, como ocurrió con los judíos. Posteriormente, el escritor romántico suletino Joseph-Augustin Chaho sustituyó a Túbal por un patriarca ancestral llamado «Aitor».
Arana se burló del «tubalismo» anteriormente expuesto, y conforme a algunos autores, su ideología católica es la del «racial-integrismo», aunque Arana propugna una diferenciación clara entre Iglesia y Estado puesto que considera que las subvenciones que recibe la Iglesia por parte del Estado redundan en una pérdida de independencia de aquella. Rechaza la estructuración de la Iglesia dividida en diócesis estatales y propugna una organización universal. A pesar de todo, el apoyo de la Iglesia al nacionalismo vasco nunca fue, ni mucho menos, mayoritario.
Sus fervorosos principios católicos tienen reflejo en su visión de la actividad política y por ello se opondrá al caciquismo y las corruptelas de la época, defendiendo una regeneración de la política, renunciando posteriormente con carácter ejemplarizante a las dietas que le pudieran corresponder como diputado.

### Sobre la raza
En esta etapa aranista el elemento étnico tiene una gran importancia identitaria y diferenciadora respecto a la raza española, a la que, negando su catolicidad, ve como corrupta, inmoral y degenerada, siendo por lo tanto esta inferior a la raza vasca. Su pensamiento étnico y diferenciador está basado fundamentalmente en el euskera que era materia de estudio por su singularidad entre los lingüistas de la época. Sus seguidores consideran que el pensamiento inicial aranista sobre este particular, que consideraba que la raza vasca es superior en todo a la raza española, construyendo un signo de identidad nacional, se encontraba en consonancia con la ideología de la época fundiendo los conceptos de nación y de raza.; por otra parte sus detractores consideran que Arana profesaba ideas racistas y xenófobas, siendo este aspecto objetivo principal de sus críticas a su ideología.
De acuerdo con Gonzalo Álvarez Chillida, Arana convirtió al catolicismo castizo vasco, antaño ligado al español, en «racismo separatista visceralmente antiespañol».
Aparte del referente de la lengua, común en la mayor parte de los nacionalismos europeos desde los románticos alemanes, Sabino Arana consideraba los fueros vasco-navarros como un código de soberanía. Además dotó a su ideología de un sentir católico, que quedaron reflejados en su lema «Dios y leyes viejas» (Jaungoikoa Eta Lagi-zarrak). Creía que la decadencia del país se debía a la falta de este código de soberanía. Se estaban perdiendo la cultura, las costumbres, la lengua y la identidad de la zona que vivía por el sometimiento a leyes foráneas.
Más tarde, ya en 1898, Sabino Arana también se posicionó contra la política colonial e imperialista europea y contra el sometimiento de las razas africanas a los blancos europeos. Hay que tomar en cuenta que hasta 1886 la esclavitud era legal en Cuba (posesión española en aquel entonces) cuando Sabino Arana contaba con veintiún años de edad.

### Sobre los maquetos
Para Arana, junto con los liberales, los «maquetos» eran la encarnación de los males que aquejaban a la patria vasca; dicho término fue utilizado comúnmente de forma despectiva en la época y era usado también en Santander (para referirse despectivamente a sus vecinos castellanos) y Asturias. Tras la revolución industrial fue utilizado popularmente en la zona minera vizcaína en donde los obreros vascos llamaban makutuak a los llegados del exterior; por su parte, Miguel de Unamuno (quien, como hijo de su época, también era racista)  se refería a estos foráneos como «pozanos»; otros calificativos como «coreanos» o «machurrianos» no tuvieron tanta aceptación. En el País Vasco francés, el equivalente despreciativo ha sido kaskoin.
Según cita el propio Arana, los cuatro partidos católicos «vasquistas» de la época (carlistas, euskalerriakos, integristas y nacionalistas) habrían estado de acuerdo en que los «inmigrantes» procedentes de otras regiones españolas eran los odiados, los casi invasores del territorio vasco que representaban físicamente la destrucción de los modos de vida tradicionales, no porque fueran foráneos, sino porque tenían ideas distintas a las de Arana y el resto de los citados partidos, como el liberalismo y el constitucionalismo antifuerista.
Según la ideología inicial de Arana, los maketos hacían sentirse avergonzados a los vascoparlantes que ignoraban el castellano, y manifiesta su pena por los vascos que no saben euskera, aunque le dolía más el vascoparlante que no fuese «patriota», considerando lo peor para la «patria» un español que hable euskera; venidos de todas las partes de España, eran los genuinos representantes de la mezquindad española y de lo que él pensaba fuese una inferioridad étnica y cultural. Criticó también a esos maketos por realizar trabajos con más bajo salario, por ser inexpresivos, por ser torpes, etc., lo que los diferenciaba de los genuinos vizcaínos, que eran inteligentes, nervudos, etc.

### Sobre los liberales
Sabino Arana mantiene una relación de rechazo visceral hacia España y el liberalismo de la época, fuese este de signo conservador o progresista, y a las clases altas liberales corruptas, dedicadas a la compra-venta de poder tan típica durante la Restauración.
Las clases medias y el campesinado apoyaron activamente su movimiento intensamente sacudidos por la pérdida de su estatus (quiebra de los pequeños negocios, empobrecimiento del campesinado ante los bajos sueldos aceptados por los inmigrantes, ataque a sus señas de identidad...). Veían en él la forma de conseguir pacíficamente los derechos perdidos por la derogación foral de 1876, consecuencia de las guerras carlistas y la solución a una industrialización que les amenazaba y que cambiaba su vida.

### Sobre los socialistas y capitalistas
También se enfrentó al PSOE —único partido socialista de comienzos del siglo XX en España—, que representaba los intereses de muchos obreros que emigraron para trabajar en las minas y la siderurgia de Vizcaya. Frente a los socialistas mantuvo una dura pugna con Tomás Meabe, antiguo colaborador de Arana y fundador de las Juventudes Socialistas, al que en su día destinara Arana a investigar el socialismo, para posteriormente migrar a sus filas, abandonando a su mentor.
Según el historiador John Sullivan, en su libro El nacionalismo vasco radical: 1959-1986, «tanto la UGT como el PSOE eran activamente anticlericales, por lo que sus doctrinas se consideraron peligrosas e inmorales por gran parte de la población católica vasca».
Pero Arana es también un confesado anticapitalista, no por conciencia de clase proletaria, sino por considerar el capitalismo como expresión de la destrucción de las formas de vida tradicionales de la nación vasca. Critica a los capitalistas que «exprimen al obrero», pero en su pensamiento no deja de tener peso que esos capitalistas son los liberales a los que ha combatido siempre, y que tienen en sus manos todos los resortes del Estado del que tanto abomina.
Tras la muerte de Sabino Arana, el nacionalismo vasco organizó su propio sindicato, Solidaridad de Trabajadores Vascos (ELA-STV), enfrentado siempre a UGT y CNT, actuando en la órbita del sindicalismo cristiano, para que los obreros vascos no se afiliaran a sindicatos socialistas y españolistas. ELA-STV es actualmente la primera central sindical del País Vasco con más de 100.000 afiliados, aunque distanciada de la dirección y tesis del PNV.

### Sobre las mujeres
El 2 de febrero de 1900 Sabino Arana se casó con Nicolasa Achica-Allende, una joven aldeana del pueblo vizcaíno de Busturia pobre e iletrada. Las cartas que Arana le envió recopiladas por el historiador José Luis de la Granja en el libro "Ángel o demonio: Sabino Arana. El patriarca del nacionalismo vasco" publicado en 2015 muestran una vertiente de Arana en la que le reclama sumisión y obediencia. En otra carta enviada a un amigo escribe "La mujer es vana, es superficial, es egoísta, tiene en sumo grado todas las debilidades propias de la naturaleza humana. (...) Es inferior al hombre en cabeza y en corazón. (...) ¿Qué sería de la mujer si el hombre no la amara? Bestia de carga, e instrumento de su bestial pasión: nada más".

### Las ideas principales de la propuesta nacionalista de Sabino Arana
La propuesta nacionalista vasca de Sabino Arana se basaba en las siguientes ideas:
- Una concepción «orgánico-historicista» (o «esencialista») de la nación vasca —las naciones existen desde siempre con independencia de la voluntad de sus habitantes— cuyo «ser» propio son la religión católica y la raza vasca —identificada por los apellidos y no por el lugar de nacimiento, de ahí que exigiese tener los cuatro primeros apellidos vascos para ser miembro del primer batzoki, aunque el PNV más adelante los redujo a uno— y no el euskera —en lo que se diferenciaba notablemente del nacionalismo catalán, cuyo rasgo identitario más importante era la lengua—. «Si nos dieran a elegir entre una Bizcaya poblada de maketos que sólo hablasen el euskera y una Bizcaya poblada de bizcaínos que sólo hablasen el castellano, escogeríamos sin dubitar esta segunda porque es preferible la sustancia bizcaína con accidentes exóticos que pueden eliminarse y sustituirse por los naturales, a una sustancia exótica con propiedades bizcaínas que nunca podrían cambiarla», escribió Sabino Arana en su opúsculo de 1894 Errores Catalanistas.

- El integrismo católico y el providencialismo que le lleva a rechazar el liberalismo, pues este «nos aparta de nuestro último fin, que es Dios», y en consecuencia a reclamar la independencia de la España liberal, y alcanzar así la salvación religiosa del pueblo vasco. «Bizkaya, dependiente de España, no puede dirigirse a Dios, no puede ser católica en la práctica», afirmó, y por eso proclamó que su grito de independencia «SÓLO POR DIOS HA RESONADO».
- La nación vasca entendida como antagónica de la nación española —son «razas» distintas— pues han sido enemigas desde la antigüedad. Vizcaya, como Guipúzcoa, Álava y Navarra, lucharon siempre por su independencia frente a España, cosa que consiguieron cuando los reyes «españoles» no tuvieron más remedio que concederles sus fueros. Desde entonces, según Arana, los cuatro territorios fueron independientes de España y entre sí, hasta que en 1839 los fueros fueron subordinados a la Constitución española, pues según Arana, a diferencia de los fueristas, fueros vascos y Constitución española eran incompatibles. «El año 39 cayó Bizcaya definitivamente bajo el poder de España. Nuestra patria Bizkaya, de nación independiente que era, con poder y derecho propios, pasó a ser en esa fecha una provincia española, una parte de la nación más degradada y abyecta de Europa», escribió Arana en 1894.
- El pueblo vasco —definido racialmente, no lingüística ni culturalmente— ha ido «degenerando» en un dilatado proceso que culmina en el siglo XIX con la desaparición de los Fueros. En ese proceso los inmigrantes españoles que han llegado —«invadido», según Arana— al País Vasco a trabajar en sus minas y en sus fábricas —los maquetos— son los culpables de todos los males: de la desaparición de la sociedad tradicional —con la industrialización, de ahí el anticapitalismo inicial y la idealización del mundo rural de Arana: «Fuese pobre Bizcaya y no tuviera más que campos y ganados, y seríamos entonces patriotas y felices»— y de su cultura basada en la religión católica —con la llegada de ideas modernas antirreligiosas, como «la impiedad, todo género de inmoralidad, la blasfemia, el crimen, el libre pensamiento, la incredulidad, el socialismo, el anarquismo...»— y del retroceso de la lengua vasca.
- La única forma de acabar con la «degeneración» de la raza vasca es que recupere su independencia de España, volviendo a la situación anterior a 1839 —lo fundamental, según Arana, era reclamar la derogación de la ley de 1839, no la de 1876—. Una vez conseguida la independencia se constituiría una confederación de Estados vascos con los antiguos territorios forales de ambas vertientes de los Pirineos —Vizcaya, Guipúzcoa, Álava y Navarra, de la parte sur; Benabarra, Lapurdi y Zuberoa, de la parte norte—. Esta confederación, que denominó Euskadi, se basaría en la «unidad de raza, en lo posible» y en la «unidad católica», por lo que en ella sólo tendrían cabida los vascos de raza y los católicos confesionales, quedando excluidos no solo los inmigrantes maquetos sino también los vascos de ideología liberal, republicana o socialista.

## La etapa intermedia (1898-1902)

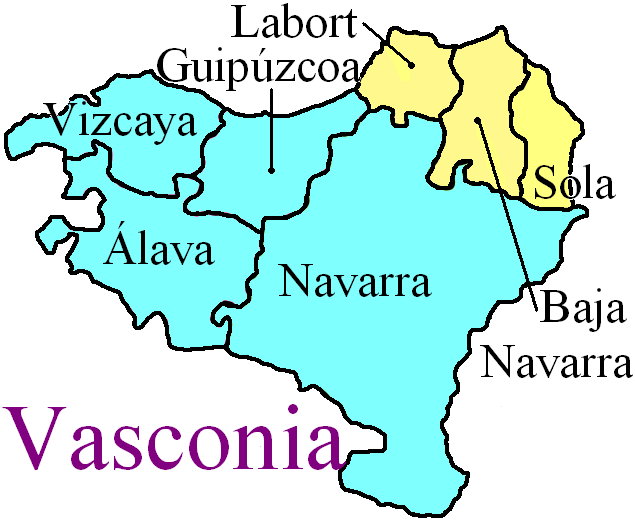
Territorios reclamados por el nacionalismo vasco.

Los autores consideran la existencia de una etapa más moderada en la ideología aranista, sobre todo tras ser elegido diputado provincial , que aumentaría las adhesiones de sectores nacionalistas moderados a su proyecto.
En noviembre de 1897, Arana explica la razón de su anterior radicalismo, expresado en los artículos de Bizkaitarra y mucho más levemente en el posterior Baserritarra y reconoce que su estilo buscaba notoriedad y despertar a la sociedad, no siendo necesario ya utilizar ese estilo duro de su primera época.

Hoy, y sobre todo en Bizcaya, ya no haría falta hablar contra España. (1897)

En abril de 1898 se inició la guerra de Cuba entre España y Estados Unidos, decretándose el estado de guerra; la casa de Arana resultó apedreada. En julio también se archivó el anterior proceso iniciado por «conspiración a la rebelión». Tras el armisticio de la guerra, el 11 de septiembre, Sabino Arana fue elegido en las elecciones como diputado provincial por Bilbao, formando parte de la Comisión de Fomento de la nueva Diputación de Vizcaya. También fundó en 1899 el periódico El Correo Vasco, que publicó 103 números.
El 14 de mayo de 1899 se realizaron elecciones municipales y los nacionalistas vascos obtuvieron cinco concejales en Bilbao, otros cinco en Bermeo y algunos en Arteaga y Mundaca, donde se consiguió el primer alcalde nacionalista, aunque al día siguiente, por real decreto, se suspendieron las garantías constitucionales en Vizcaya, pese a que en la exposición de motivos se señalaba que, pese a que no existía «el menor riesgo para el orden material (...) atacan con tal audacia al sentimiento de la Patria Común, expresan con deatinada insistencia propósitos de romper el vínculo nacional, que constituye una perturbación del orden moral» y todos los centros y periódicos fundados por Arana fueron clausurados, siendo reabiertos de nuevo en abril de 1900 una vez restablecida la normalidad.

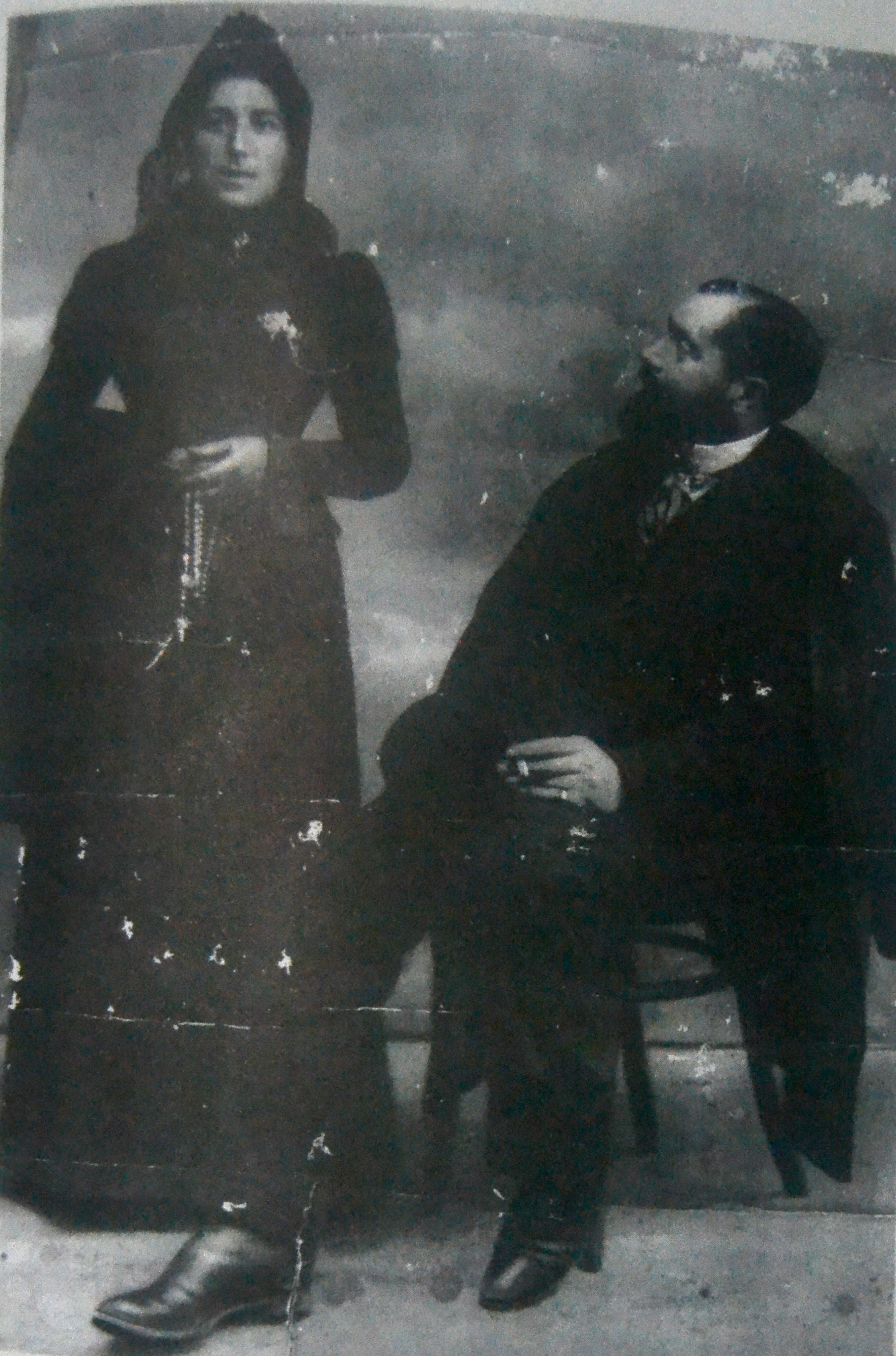
Fotografiado con su mujer Nicolasa Achica-Allende

El 2 de febrero de 1900, tras un noviazgo de un año, contrae matrimonio en la ermita de San Antonio de Abiña con Nicolasa Achicallende e Iturri (Nikole), vecina de Pedernales. La unión cuenta inicialmente con la desaprobación de algunos de sus correligionarios debido al origen humilde de la novia y la unión se realiza en secreto y en la intimidad para evitar la presencia de curiosos. De hecho, el secreto fue tan estricto que los padres de ella se enteraron el mismo día de la boda porque «la alegría no les hubiera permitido callar». En agosto Nikole, embarazada de cuatro meses, pierde al hijo que esperaban. La situación económica de Arana no era muy boyante y vivían de alquiler porque no podían permitirse una vivienda en propiedad y, a pesar de ello, Arana renunciaría voluntariamente al cobro de dietas por su cargo de diputado.
Durante el año 1901, Arana intervino como vicepresidente en el Congreso Ortográfico de Hendaya para unificar la ortografía del euskera, e invitó a participar en ella a todos los intelectuales relacionados con la materia, aunque odiasen su proyecto nacionalista. También ese año se crea la primera organización juvenil nacionalista, Euzko Gaztedia (EG).

## El proyecto «españolista» (1902-1903)
En los últimos años de su vida, ve como gran parte de su proyecto es destruido por las autoridades y los atentados perpetrados por sus opositores; así, en mayo de 1902 fue asaltado y saqueado el Centro Vasco; ese mismo mes, Arana fue encarcelado por delito de rebelión por enviar un telegrama al presidente estadounidense Theodore Roosevelt, felicitándole por conceder la independencia a Cuba:

Roosevelt. Presidente Estados Unidos. Washington. Nombre Partido Nacionalista Vasco. Felicito por Independencia Cuba por Federación Nobilísima que presidís que supo liberarla esclavitud. Ejemplo magnanimidad y culto Justicia y Libertad dan vuestros poderosos Estados, desconocido Historia, e inimitable para potencias Europa, particularmente latinas. Si Europa imitara también nación vasca, su pueblo más antiguo, que más siglos gozó libertad rigiéndose Constitución que mereció elogios Estados Unidos, sería libre. — Arana Goiri

En junio de 1902 el gobernador civil suspende de sus funciones a los concejales bilbaínos del PNV por un hecho similar. El 22 de junio de 1902, desde la cárcel,  Arana publica un artículo llamado «Grave y transcendental», en el que plantea la posibilidad de crear un nuevo partido con el que, renunciando al independentismo, se pudiera evitar el acoso hacia su ideología. La prensa de la época cree que Sabino ha tirado la toalla y Arana le remite una carta a su hermano Luis explicándole su idea, dos días después:

Instantáneamente se me ha presentado esta idea como seguramente salvadora de llevarse con toda perfección a la práctica: la independencia de Euzkadi bajo la protección de Inglaterra, será un hecho un día no lejano.

Una autonomía lo más radical posible dentro de la unidad del Estado español y a la vez más adaptada al carácter vasco y a las necesidades modernas.

El nuevo «plan» queda para que:

ellos (los nacionalistas) puedan continuarlo. Hay que hacerse españolista y trabajar por el programa que se trace con este carácter. A mi modo de ver, la Patria (Euzkadi) nos lo exige. Esto parece un contrasentido, pero si en mí se confía debe creerse. Es un golpe colosal, desconocido en los anales de los partidos. Queda empañada toda mi reputación. Tú, Koldobika, me comprenderás...

Aunque en dicho proyecto no estaría el propio Arana.
Desde el 22 de mayo de 1902 hasta el 14 de junio de 1903, una Junta sita en la calle de Luchana de Bilbao se encargó de recoger votos de adhesión para el proyecto. Seis meses antes de su fallecimiento el proyecto queda enterrado.
Hay muchas interpretaciones de este cambio en la ideología aranista en el que, proponiéndose disolver el PNV, intentó crear una «Liga de Vascos Españolistas». Algunas hipótesis apuntan que Arana pretendía crear algo parecido a la exitosa Lliga Regionalista catalana de Francesc Cambó, que, moderándose y pactando con sectores no nacionalistas e incluso opuestos, había obtenido gran apoyo con su victoria electoral en 1901 para el proyecto catalanista, posicionándose frente al avance de las izquierdas y aglutinando a las derechas.
Antes de su muerte, puede que debido a que la Junta no consiguiera los apoyos considerados como necesarios para el citado proyecto, Arana nombró como su sucesor a un ferviente independentista, de lo que se desprendería claramente, según algunos, que abandonó dicho proyecto españolista. Además, entre otros motivos, se alega que, durante todo ese período el periódico La Patria, con la supervisión de Arana, continuó publicando artículos nacionalistas, el propio Arana realizó escritos en tal sentido y además en las elecciones se presenta el PNV, siendo Arana el que interviene en la selección de candidatos. Gravemente enfermo de la enfermedad de Addison, se solicita su excarcelación por motivos de salud interponiendo recursos judiciales, que son desestimados, y se recogen más de 9000 firmas, que son ignoradas; Segismundo Moret, presidente del Congreso de los Diputados, dijo:

Será más gallardo que muera en la cárcel; además la tranquilidad de España bien vale la vida de un hombre.[cita requerida]

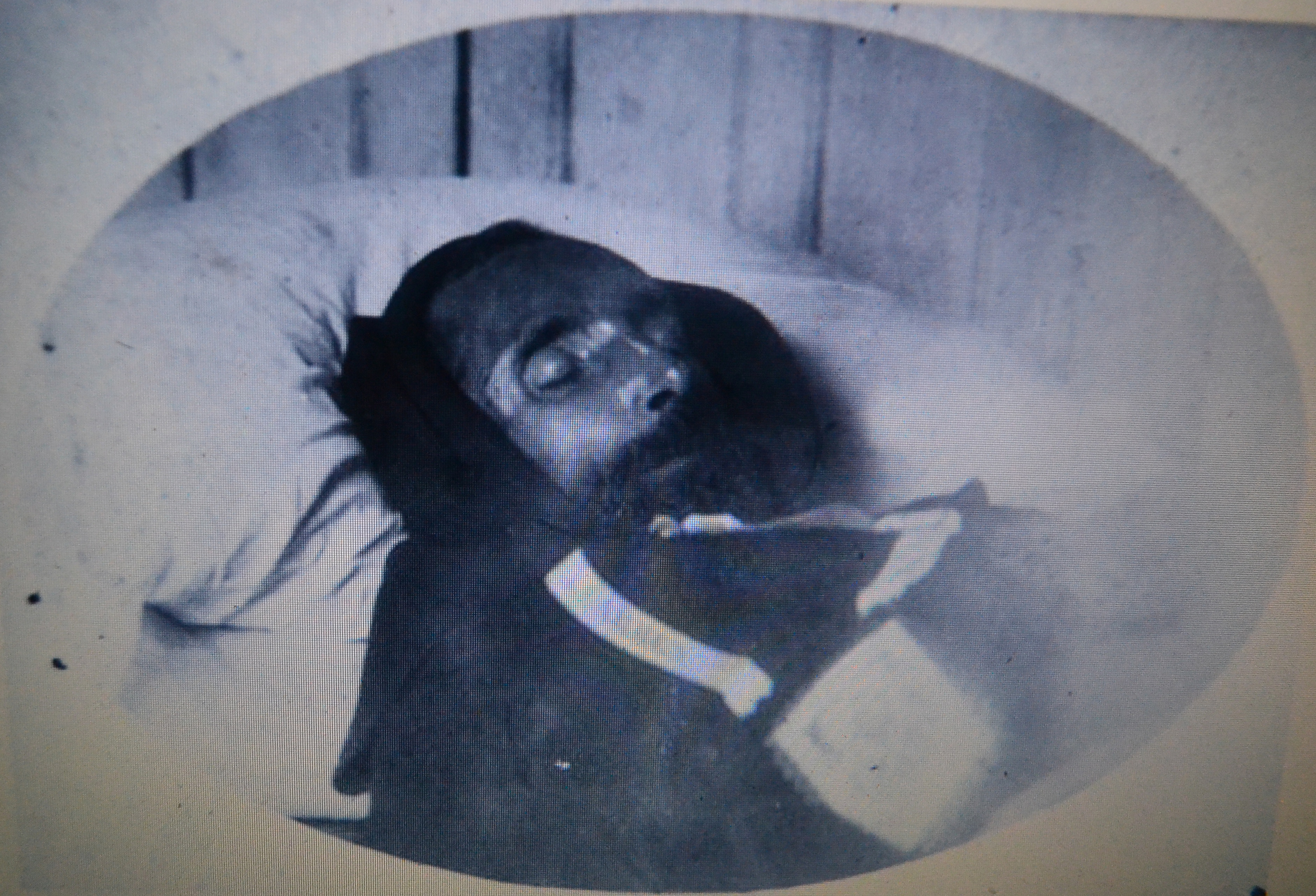
Arana en su lecho de muerte (1903)

El 8 de noviembre de 1902 es absuelto del delito antes mencionado y sale de la cárcel, pero el fiscal anuncia recurso contra la sentencia, por lo que decide exiliarse en Francia bajo la identidad de Sylvain de Arbeste. En septiembre de 1903, a causa del avanzado estado de su enfermedad, Sabino Arana abandona la dirección del PNV, eligiendo como su sucesor a Ángel de Zabala, de clara tendencia independentista, falleciendo el 25 de noviembre de 1903 a los treinta y ocho años de edad.
Su obra fue microfilmada en 1936 para protegerla de las tropas sublevadas en la Guerra Civil. En 1965 y 1980 fueron publicadas sus obras completas; la Fundación Sabino Arana, vinculada al PNV, almacena y expone numerosos documentos de su vida.

## Lengua y cultura
Como antes se ha mencionado, según Arana, el euskera era uno de los elementos identitarios de la patria vasca y a su impulso dedicó gran parte de su trabajo. No obstante los filólogos actuales han señalado fallos en la obra de Arana en este campo.
Propuso su propio modelo ortográfico para el euskera basándose en las ideas de Pablo Pedro Astarloa, y se posicionó a favor de un modelo ortográfico unificado, salvaguardando la diversidad dialectológica. Los seguidores de Resurrección María de Azkue y Arturo Campión proponían otro sistema ortográfico y veían la necesidad de un estándar literario común. Arana defendió su propuesta en el Congreso ortográfico de Hendaya de 1901, del que fue su vicepresidente. Entendía que debía existir un dialecto para cada provincia, el cual sería tratado como lengua. Su visión de la lengua vasca era purista hasta el extremo, y quiso sustituir los préstamos románicos en su totalidad por neologismos, generalmente inventados por él. Esto también incluía el léxico religioso: Deun (santo), txadona (iglesia), orlegi (verde), urrutizkin (teléfono), izparringi (periódico).
Tras su muerte, en 1910 la Comisión de Euskera del Partido Nacionalista Vasco publicó Deun Ixendegi Euzkotarra / Santoral Vasco (Santoral onomástico vascongado), prologada por su seguidor Luis Eleizalde, donde se «traducen» los nombres cristianos adaptándolos a las que, según él, eran las leyes fonéticas del euskera. Es, en realidad, una reedición del Egutegi Bizkaitarra de 1897 del propio Sabino. Aunque inicialmente la Iglesia, hasta 1904, se negó a bautizar a los niños con esos nombres, poco a poco se hicieron muy populares y llegaron a ser el 24% de los registrados en algunas zonas en 1937. Después de ser prohibidos durante la dictadura franquista volvieron a ser utilizados, hasta nuestros días. Según su sistema, los nombres acabados en «a» son masculinos y los acabados en «e» femeninos: Kepa/Kepe (de Kaiphas, Pedro/Petra), Miren (María), Endika/Endike (Enrique), Edorta/Edorte (Eduardo), Pederika/Pederike (Federico/Federica), Iñaki (este era un nombre tradicional, Ignacio, derivado a su vez de Íñigo), Joseba/Josebe (José/Josefina), Jasone (Asunción), etc. Aplicó ese mismo sistema para diferenciar el género a los nombres tradicionales, como en el caso de Begoña/Begoñe y Uxua/Uxue. Como rasgo distintivo de los militantes de su partido, ideó un sistema onomástico ajeno a toda tradición, según el cual había que escribir los apellidos con el sufijo que indica gentilicio (-tar), por delante del nombre de pila. Ejemplo: Arana ta Goiri'tar Sabin.

## La evolución posterior del aranismo
La pugna y la unión entre los aranistas «aberrianos» y los «euskalerriacos» marcaría la vida del Partido Nacionalista Vasco creado por Arana; el giro nacionalista de los segundos y su mayor acercamiento a partir de 1899 posibilitaría, según algunos autores, una moderación de los postulados nacionalistas y el acceso al patrimonio de Ramón de la Sota, una de las mayores fortunas de la época, que supuso un despegue económico y social del PNV y en consecuencia el acceso a cargos públicos y a la burguesía vasca, pues apoyaron la candidatura nacionalista en 1898 por la que Sabino Arana fue elegido diputado provincial, siendo el propio Ramón de la Sota elegido por el PNV diputado a Cortes por Valmaseda en 1918. Ramón de la Sota, que anteriormente era líder de los euskalerriakos, fue uno de los principales dirigentes del partido de Arana en esa época.
En toda la historia del PNV se ha destacado su mentalidad pragmática, llegando a acuerdos con partidos de ideología incluso contraria, oscilando entre posturas autonomistas y soberanistas, lo que ha provocado diversas escisiones y posteriores reunificaciones.

## Aportación al nacionalismo vasco actual

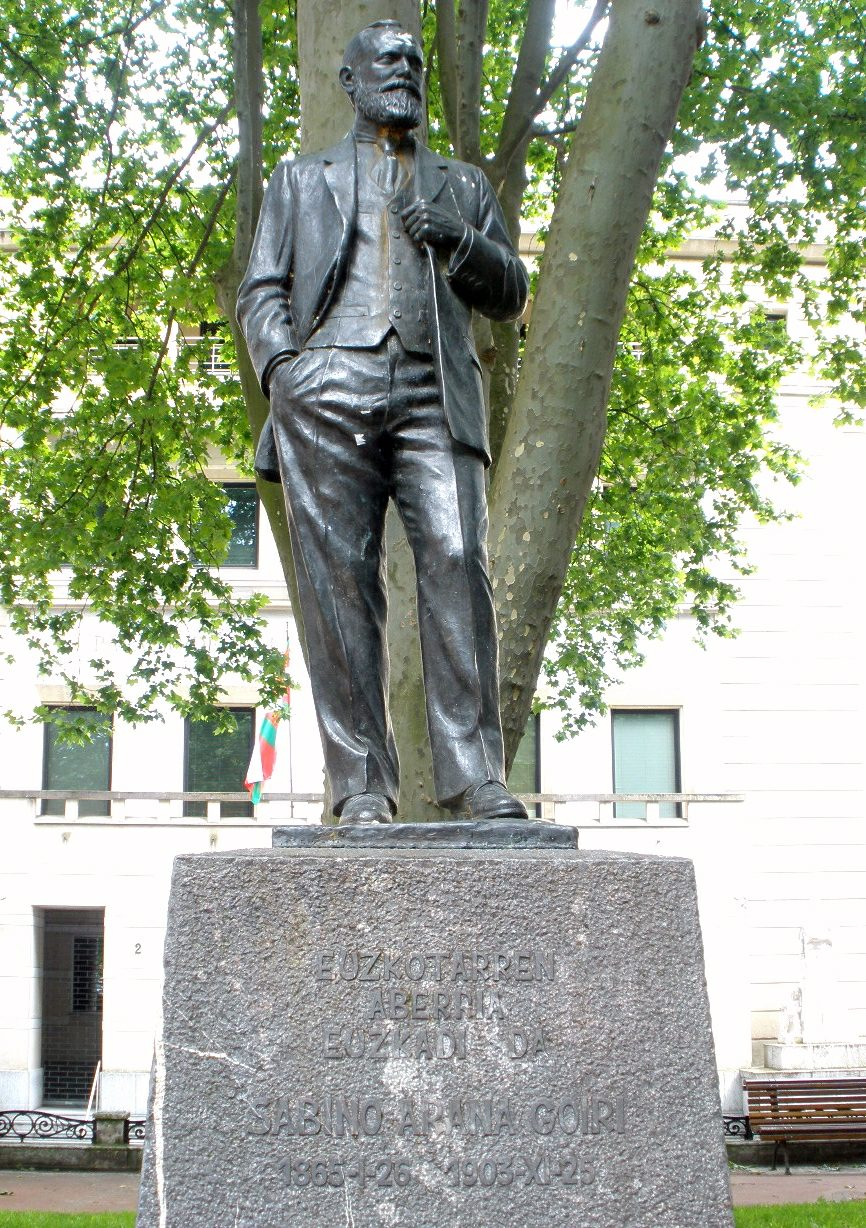
Monumento a Sabino Arana en los Jardines de Albia, Abando, Bilbao.

Arana creó muchos de los símbolos nacionalistas actuales. Aplicando sus teorías lingüísticas, acuñó un nombre para el país: Euzkadi (en detrimento del vocablo Euskal Herria o Euskeria, que también utilizó en sus escritos), y una bandera, la ikurriña. En 1895 fundó el Partido Nacionalista Vasco, principal organización política del País Vasco y su organización juvenil EGI, creó y diseñó su estructura social.
El Aberri Eguna (día de la patria) fue instaurado en 1932 por el PNV el domingo de Pascua de cada año para conmemorar el día en que se considera que Sabino Arana recibió las ideas nacionalistas de su hermano Luis, empezando con el lema «Euzkadi Euzkaldunon Aberria da» (Euskadi es la patria de los vascos).
Las ideas de Sabino Arana no habrían tenido auge ninguno si se hubieran limitado a defender el «fuerismo», puesto que ya existían en su época partidos de dicha ideología. El discurso original de Sabino Arana añadió un marcado independentismo, que se contraponía al simple autonomismo o regionalismo de los entonces «fueristas». Arana proponía la independencia de Vizcaya como vía de recuperación de su identidad perdida, dejando que las siete provincias vascas de España (Hegoalde) y de Francia (Iparralde) recorriesen el mismo camino por su cuenta, hasta reunirse todas en una Euzkadi federal.
Para ello fundó y lideró un nuevo partido, EAJ-PNV, que organizativamente también resultó novedoso para su época, pues, frente a los «partidos de cuadros» existentes, muy poco participativos, se preocupó de que su partido lo formara una base social teniendo como referencia los batzokis, configurados como centros vasquistas que constituirían algo más que sedes de un partido y se dotaron de un funcionamiento democrático y participativo, ya que eran los propios miembros de estos centros los que designaban a los representantes y cargos del partido. En 1895 se crearía el primer batzoki en Bilbao y en la actualidad existen más de doscientos. Posteriormente, la ideología del partido alternaría entre las posturas de los partidarios de opciones independentistas y los partidarios que defienden tesis más moderadas o pragmáticas, produciéndose diversas escisiones y reunificaciones.
Sabino Arana siempre consideró que el fin de la tradición vasca era inminente, por lo que su discurso era muy impactante y su actividad frenética y apresurada, pues todo se tenía que hacer en un espacio muy breve de tiempo. Poco más de cien años después de su muerte, su figura continúa siendo polémica, es admirado, incluso venerado como un «maestro» por sus seguidores y odiado y calumniado por sus detractores.
Su casa natal, denominada «Sabin Etxea», se convirtió en un símbolo nacionalista; utilizada como sede de la Falange durante la dictadura franquista, es actualmente la sede del Partido Nacionalista Vasco, y la fundación que lleva su nombre continúa guardando y recordando su obra, dado que toda la documentación existente fue microfilmada y protegida en los años del citado régimen.
Sabino Arana también añadió la letra a una melodía popular vasca que se utilizaba como saludo a la bandera. Dicha canción, llamada «Gora ta Gora», es el actual himno del PNV y la melodía, sin letra, es el himno de la comunidad autónoma del País Vasco («Eusko Abendaren Ereserkia»), que se impuso finalmente a la antigua canción fuerista «Gernikako arbola» («El Árbol de Guernica»), escrita por José María Iparraguirre. La letra del «Gora ta gora» también hace alusión a dicho roble y a las tradiciones religiosas.

### La Ikurriña

Ikurriña con las proporciones del diseño original de los hermanos Arana.

Fue diseñada por los hermanos Arana como el símbolo de una Vizcaya independiente. En ella Sabino considera que se representa a Vizcaya, al árbol de Guernica y al lema Jaungoikua eta Lagizarra de su partido.
Aunque también diseñaron banderas para los demás «Estados independientes vascos», estas no tuvieron éxito, y la ikurriña fue adoptada finalmente por los nacionalistas como la bandera vasca. En 1936 el gobierno vasco la declaró emblema oficial y fue reconocida desde 1979 por el artículo 5 del Estatuto de Autonomía como bandera oficial del País Vasco.

## Toponimia
El de Sabino Arana es uno de los nombres más habituales en las calles y plazas de las localidades de Vizcaya. Así, los siguientes municipios recuerdan en su callejero al político vasco:
Argentina
- Buenos Aires: calle.
- Mar del Plata: calle.
- Lomas de Zamora: calle.

Provincia de Barcelona
- Barcelona: calle.

Provincia de Guipúzcoa
- Fuenterrabía: calle.

Provincia de Vizcaya
- Amorebieta-Echano: calle.
- Baquio: avenida y busto.
- Berango: calle y travesía.
- Bermeo: plaza.
- Bilbao: avenida, estatua en los Jardines de Albia y denominación de una de las paradas del tranvía de la ciudad.
- Echévarri: calle.
- Guecho: travesía.
- Lejona: avenida.
- Lequeitio: avenida.
- Miravalles: calle.
- Munguía: calle.
- Ondárroa: calle.
- Pedernales: calle.
- Santurce: calle.
- Sondica: calle.
- Sopelana: avenida.
- Yurre: calle.
- Zalla: avenida.
- Zamudio: plaza.